# ブラダ・ロマノヴァ

## 来歴・人物
2013年、モデルデビュー。
美術学校に通っていたことがある。ロシアと日本のハーフ。

## 受賞
- ミスアジアノーベルクイーン2019

## 出演

### 広告
- SAMSUNG[3]。
- Dove
- Dr.cink
- L'adoore
- ツーハッチ

### CM
- Qmomo[4]
- Swarovski
- ワコール華歌爾[5]